# Gusti-Klara Gaillard
Pour les articles homonymes, voir Gaillard.
Gusti-Klara Gaillard ou Gusti-Klara Gaillard-Pourchet, née en 1959 à Port-au-Prince, est une historienne et universitaire haïtienne. Elle est professeure à l'université d'État d'Haïti. Elle s'intéresse particulièrement à la « double dette » imposée à Haïti et est nommée en 2025 co-présidente de la commission franco-haïtienne chargée d'étudier l'impact de cette dette sur l'économie du pays.

## Biographie
Gusti-Klara Gaillard naît à Port-au-Prince, fille de l'historien Roger Gaillard (1923-2000) et de Hedwig Kladekova-Gaillard (1928-2008), germano-bulgare, et directrice de l'institut culturel haïtiano-allemand de Port-au-Prince. Son frère, Micha Gaillard (en) est un universitaire et une personnalité politique haïtienne. 
Elle fait des études d'histoire et soutient sa thèse de doctorat intitulée « Les ressorts des intérêts français en Haïti (1918-1941) » à l'université Paris-VIII, sous la direction de Jacques Thobie, en 1991. Elle obtient en 2015 une habilitation universitaire en présentant un mémoire intitulé « Haïti-France : une pratique de relations inégales aux XIXe et XXe siècle. Économie, politique, culture » à l'université Paris 1 Panthéon-Sorbonne dont Michel Margairaz est le garant. Elle enseigne depuis 1988 à l'École normale supérieure de l'université d'État d'Haïti.
En 2025, elle est nommée, avec le diplomate retraité Yves Saint-Geours, co-présidente de la commission franco-haïtienne, qui va étudier l'effet sur l'économie du pays de l'indemnité imposée par la France en 1825, en échange de la liberté de l'île,.

## Publications
- « Toussaint Louverture ou le destin d'un ancien esclave devenu gouverneur général de Saint-Domingue », Revue de la Société haïtienne d'histoire, de géographie et de géologie, vol. 46, no 168, décembre 1990, p. 43-50.
- « Haïti-France. Permanences, évolutions et incidences d’une pratique de relations inégales au XIXe siècle », La Révolution française, 2019, no 16, [lire en ligne].
- L’Expérience haïtienne de la dette extérieure ou une production caféière pillée : 1875-1915, Deschamps, 1990.
- (co-autrice) Haïti-France. Les chaînes de la dette, Hémisphères, 2022.